# Cesare Mazzolari
Cesare Mazzolari, né le 9 février 1937 à Brescia et mort le 16 juillet 2011 à Rumbek au Soudan du Sud, est un missionnaire catholique italien qui fut évêque du diocèse de Rumbek au Soudan du Sud.

## Biographie
Cesare Mazzolari entre chez les pères missionnaires comboniens et part en mission auprès des minorités indiennes de Californie. Il est ordonné prêtre le 17 mars 1962 à San Diego. Il travaille ensuite à Cincinnati dans la promotion humaine des mineurs noirs ou mexicains. Il quitte les États-Unis pour être envoyé en 1981 par sa congrégation au Soudan dans le diocèse de Tombura, à l'invitation de l'évêque, Mgr Gasi. La région est l'une des plus pauvres du monde et le Soudan est la terre d'élection de la congrégation des comboniens qui y travaillent depuis le début de leur histoire à la fin du XIXe siècle. Il a quarante-quatre ans et devient curé de la paroisse de Nzara et directeur spirituel du petit séminaire Saint-Joseph de Rimenze. Ensuite, il est muté à Djouba en tant que provincial des comboniens. Il demeure à ce poste pendant six ans. La région est minée par la guerre.

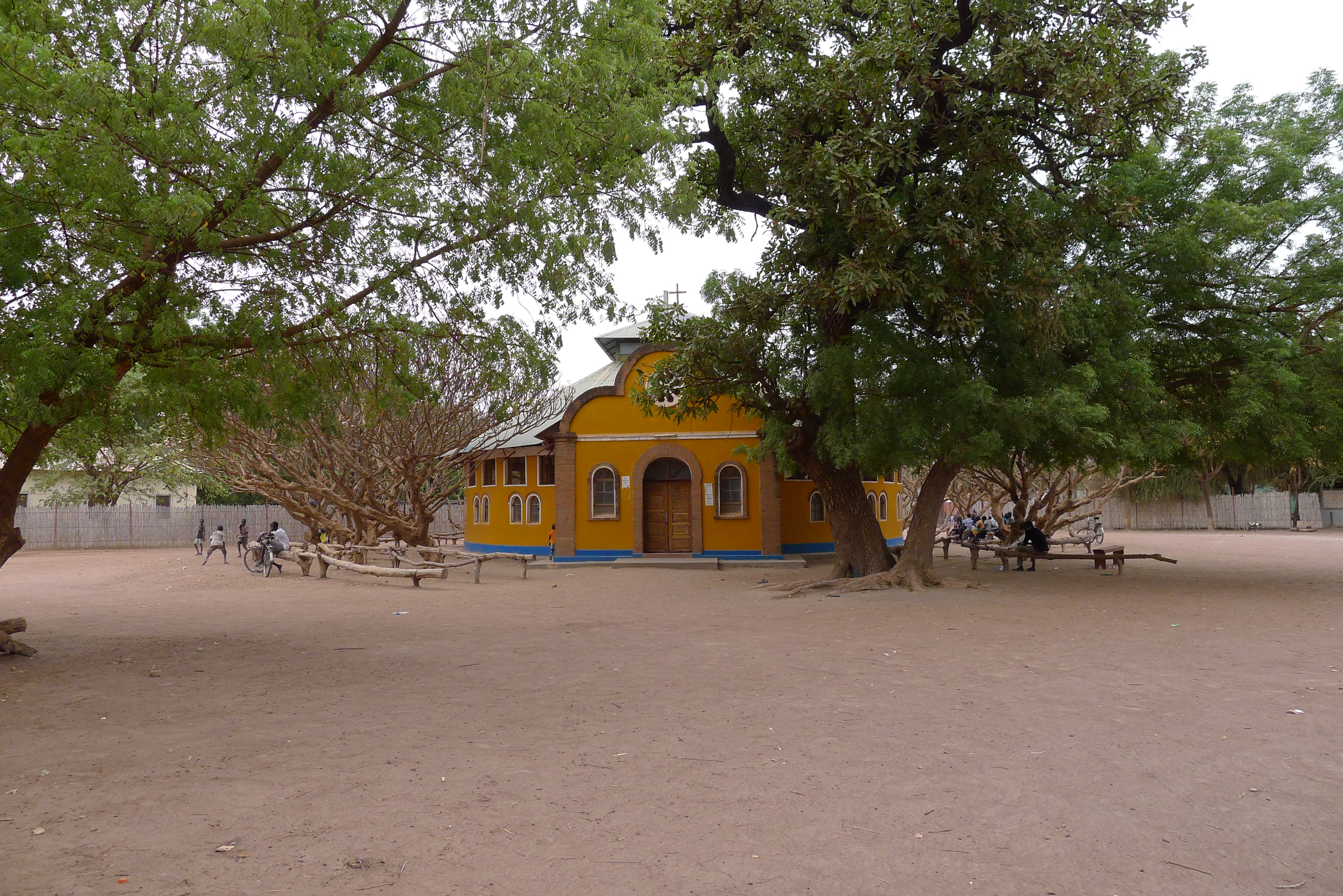
Vue de la petite cathédrale de Rumbek.

En 1990, il est nommé administrateur apostolique du diocèse de Rumbek qui est dévasté. Il parvient à rouvrir des missions qui avaient été abandonnées vingt ans auparavant, lorsque les missionnaires étrangers ont été expulsés du pays par le régime islamiste dictatorial de Khartoum. Il arrive aussi à négocier le rachat ou la libération de jeunes esclaves, ainsi qu'à organiser un embryon d'assistance humanitaire. Cent-cinquante enfants et adolescents esclaves sont ainsi libérés la première année. Il reconstruit le diocèse de Rumbek détruit après les deux guerres civiles du Soudan du Sud, dont la première phase de la dernière guerre s'est terminée en 1984, pour ensuite recommencer. Il rouvre la mission de Yirol en 1991, mais elle doit être abandonnée par la suite à cause de la poursuite de la guerre civile entre forces islamistes du Nord et miliciens chrétiens ou animistes du Sud.
Il est capturé en 1994 et pris en otage pendant vingt-quatre heures par l'Armée populaire de libération du Soudan en rébellion contre le gouvernement central islamique de Khartoum. Il est nommé évêque en novembre 1998 et consacré évêque le 6 janvier 1999 des mains mêmes du pape Jean-Paul II, les co-consécrateurs étant le cardinal Re et Mgr Monterisi.
Les années suivantes, Mgr Mazzolari tente de poursuivre inlassablement son action de promotion humaine et d'assistance sociale « dans une région où le mot liberté a disparu ». La guerre civile fait rage jusqu'en 2005. Il se fait aider par d'autres congrégations, ou organisations humanitaires ou caritatives, afin de maintenir la présence chrétienne dans son diocèse.
Le 9 juillet 2011, il assiste à la naissance de la république du Soudan du Sud et préside l'organisation de prières sur la place de la Liberté à Rumbek, pour célébrer l'indépendance. Il meurt une semaine plus tard, le 16 juillet , alors qu'il concélébrait la messe.
Une rue est nommée en son honneur dans sa ville natale de Brescia .